# Лысогорка (Кашарский район)
Лысогорка — село в Кашарском районе Ростовской области.
Входит в состав Кашарского сельского поселения.

## География

### Улицы
- ул. Махринова,
- ул. Мельничная,
- ул. Мирная,
- ул. Молодёжная,
- ул. Школьная.

## Население
| 2010 |
| ---- |
| 232  |

### Известные люди
В селе родился Махринов, Григорий Фёдорович — Герой Советского Союза.

## Достопримечательности
- Лысогорка – 1 – курган небольших размеров, территория которого расположена неподалёку от территории села Лысогорка Кашарского района Ростовской области. Летом 1990 года территория «Лысогорки-1» была исследована Доно-Донецкой археологической экспедицией, которой руководил ученый из Санкт-Петербурга М. П. Чернопицкий. В 1986 году этот объект был первым древним курганом, который исследовали в Кашарском районе. В этом кургане располагалось единственное захоронение, которое исследователи отнесли к числу катакомбных культур. В таких захоронениях хоронили людей, принадлежащих к племенам древних скотоводов, которые жили здесь в XX-XVII веках до нашей эры. В погребении были обнаружены останки взрослого человека. Найденные элементы позволяют полагать, что в этом месте был совершен обряд очищения огнем, который был самым распространенным и характерным для той эпохи. Конструкция перекрытия могильника представляет особый интерес исследователей. Для создания захоронения были использованы кирпичи, выложенные в несколько слоев. Между собой они были связаны раствором. Кирпичи были прямоугольной формы. Для их изготовления использовался чернозем. Эта находка служит опровержением того, что многим первобытным пастушеским племенам были неизвестны строительные технологические приемы. У исследователей есть предположение, что курган, обнаруженный у Кашар, более древний, чем тот, который был обнаружен у Лысогорки. Курганы представляют собой архитектурные сооружение, которые обладали и культовым и культурным значением. Экспедиторами была проведена паспортизация обнаруженных курганных групп одиночных курганов, впоследствии они были нанесены на карту. У исследователей были планы раскопать и другие курганы в окрестностях Лысогорки летом 1991 года[2].